# 1889
1889. је била проста година.

## Догађаји

### Јануар
- 2. јануар — Народна скупштина Србије прихватила Устав који је предложила Народна радикална странка којим је у Србији уведена парламентарна демократија.
- 8. јануар — Статистичар Херман Холерит је патентирао табеларну машину.

### Март
- 4. март — Бенџамин Харисон је инаугурисан за 23. председника САД.
- 31. март — Отворена је Ајфелова кула, тада највиша грађевина у свет, у оквиру Светске изложбе.

### Април
- 11. април — САД од Шпаније преузеле Филипине после Шпанско-америчког рата.

### Јун
- 3. јун — Краљевина Србија преузела је од француског концесионара управљање својом железницом.

### Јул
- 14. јул одржан скуп социјалистичких и комунистичких организација из Немачке и Француске, познат као Друга интернационала. Поред оснивања Друге интернационале, донета је резолуција о осмочасовном радном дану и о прослави 1. маја као дана међународне солидарности радника.

### Новембар
- 8. новембар — Монтана је постала 41. држава САД.

### Датум непознат
- Википедија:Непознат датум — Саграђен Мулен руж чувени париски ноћни клуб и кабаре.
- Википедија:Непознат датум — Ајзак Мерит Сингер произвео прву електричну шиваћу машину.[1]

## Рођења

### Јануар
- 22. јануар — Шарл Пелисје, француски бициклиста. (†1935).

### Фебруар
- 2. фебруар — Жан де Латр де Тасињи, француски генерал
- 7. фебруар — Хари Никвист, шведско-амерички инжењер
- 23. фебруар — Виктор Флеминг, амерички редитељ

### Март
- 12. март — Вацлав Нижински, руски балетан

### Април
- 4. април — Анђело Јакино, италијански адмирал
- 4. април — Ханс Јирфен фон Арним, немачки генерал
- 7. април — Габријела Мистрал, чилеанска књижевница
- 7. април — Јефим Богољубов, украјински шахиста
- 16. април — Чарли Чаплин, британски филмски глумац, сценариста, режисер и продуцент († 1977)
- 20. април — Адолф Хитлер, немачки и аустријски политичар. († 1945)
- 20. април — Љубов Попова, руска сликарка
- 26. април — Лудвиг Витгенштајн, енглески филозоф. († 1951)
- 28. април — Такео Курита, јапански адмирал
- 28. април — Антонио Салазар, португалски политичар

### Мај
- 1. мај — Дороти Гибсон, америчка глумица и модел
- 25. мај — Игор Сикорски, руски конструктор хеликоптера. († 1972)
- 25. мај — Гинтер Литјенс, немачки адмирал
- 25. мај — Владимир Загородњук, руски вајар и сценограф

### Јун
- 23. јун — Ана Ахматова, руска песникиња

### Јул
- 5. јул — Жан Кокто, француски књижевник
- 14. јул — Анте Павелић, хрватски политичар

### Август
- 21. август — Ричард О'Конор, британски генерал
- 30. август — Миле Будак, хрватски песник и политичар

### Септембар
- 1. септембар — Гертруда Хурлер, немачка педијатрица
- 8. септембар — Роберт Тафт, амерички политичар
- 26. септембар — Мартин Хајдегер, немачки филозоф

### Октобар
- 6. октобар — Марија Домбровска, пољска књижевница

### Новембар
- 1. новембар — Филип Ноел-Бејкер, британски атлетичар и политичар
- 20. новембар — Едвин Хабл, амерички астроном. († 1953)

### Октобар
- 8. октобар — Филип Тис, белгијски бициклиста. (†1971).
- 24. октобар — Мустафа Голубић, совјетски обавештајац

### Новембар
- 14. новембар — Џавахарлал Нехру, индијски политичар
- 18. новембар — Золтан Тилди, мађарски политичар
- 19. новембар — Василиј Бљухер, маршал Совјетског Савеза

## Смрти

### Јун
- 23. јун — Јаков Игњатовић, српски писац. (*1822).

### Октобар
- 11. октобар — Џејмс Џул, енглески физичар
- 19. октобар — Луис I, краљ Португалије